# سیارک ۴۰۱۸
سیارک ۴۰۱۸ (به انگلیسی: 4018 Bratislava، نامگذاری:1980YM) چهار هزار و هجدهمین سیارک کشف شده‌است که در ۳۰ دسامبر ۱۹۸۰ کشف شد.
قدر مطلق سیارک برابر ۱۳٫۵۰ است.